# 吴倚沧
吴倚沧（1886年—1927年）原名莹，字雨苍，广东省平远县东石镇人。中国民主革命家，中华民国政治人物。

## 生平
吴倚沧肄业于广东实业学堂，是中国同盟会会员。清朝宣统二年（1910年），参加广州新军起义。后来赴美国伊利诺大学留学，回国后曾于南京暨南学校任教。民国16年（1927年），代理中国国民党中央执行委员会组织部部长。
清党开始后，1927年4月12日，蒋介石在上海发动四一二事变，上海临时政治分会积极参与清党。4月14日，派陈群、吴倚沧等为中国国民党上海市党部指导委员，接管市党部。
在清党中，除少数已经暴露身份的“共党首要分子”外，大部分中国共产党党员混在国民党员中难以分辨。陈立夫在回忆录中写道：“吴倚沧、我哥哥和我最关心的是如何找出谁是共产党，因为，中国共产党从来没有将他们党员名单交给我们过，因此，我们根本没有办法分辨谁是共产党，谁是‘纯粹’的国民党员……我告诉吴倚沧，唯一可做的就是打斗，因为一打了起来，国民党和共产党两边的人自然就会分出鸿沟来。”
1927年5月5日，南京中国国民党中央执行委员会常务委员会及各部长第八十八次联席会议通过《清党委员原则六条》，指定邓泽如、吴倚沧、曾养甫、何思源、段锡朋、冷欣、郑异组织中央清党委员会。
1927年8月，吴倚沧染霍乱，至28日不治病逝。
民国18年（1929），安葬于南京近郊之汤山，由杨谱笙作传记，陈果夫立碑。